# Rhaphuma trinotata
Rhaphuma trinotata är en skalbaggsart som beskrevs av Maurice Pic 1923. Rhaphuma trinotata ingår i släktet Rhaphuma och familjen långhorningar. Inga underarter finns listade i Catalogue of Life.